# Carlos Gianelli
Carlos Alberto Gianelli Derois (Montevideo, 7 de marzo de 1948-16 de septiembre de 2021) fue un diplomático, político y abogado uruguayo.

## Educación
Cursó sus estudios primarios y secundarios en el Instituto Crandon de Montevideo. Se recibió de abogado en la Universidad de la República y realizó un máster en Estudios Sociales en la Fundación Bariloche, en Argentina. Asimismo se graduó en 1979 del Instituto Artigas del Servicio Exterior. Formó parte del selecto grupo de los 3 pesebres.

## Cargos públicos
En 1976 fue tercer secretario del Ministro de Relaciones Exteriores. Entre 1987 y 1990 fue consejero de la misión permanente de Uruguay ante la ONU y en 1990 fue vicepresidente de la segunda comisión de la Asamblea General de la ONU.
Entre 1991 y 1993 fue embajador de Uruguay en Arabia Saudita y embajador concurrente en Emiratos Árabes Unidos y Kuwait. Entre 1993 y 1995 se desempeñó como director general de Relaciones Políticas del Uruguay. Se desempeñó también como embajador de Uruguay en México y en Bahamas entre los años 1995 y 2000. En 2003 y 2004 se desempeñó como embajador en los Países Bajos.
El 1 de abril de 2005 es nombrado embajador de Uruguay en Washington D. C., Estados Unidos de América, cargo que ocupó hasta 2012.
Gianelli era de extracción blanca (Partido Nacional) y no tuvo militancia política en ningún partido.

## Muerte
Murió a causa de un ataque cardíaco el 17 de septiembre de 2021.